# Anchusa ovata
Anchusa ovata är en strävbladig växtart som beskrevs av Johann Georg Christian Lehmann. Anchusa ovata ingår i släktet oxtungor, och familjen strävbladiga växter. Inga underarter finns listade i Catalogue of Life.

## Bildgalleri

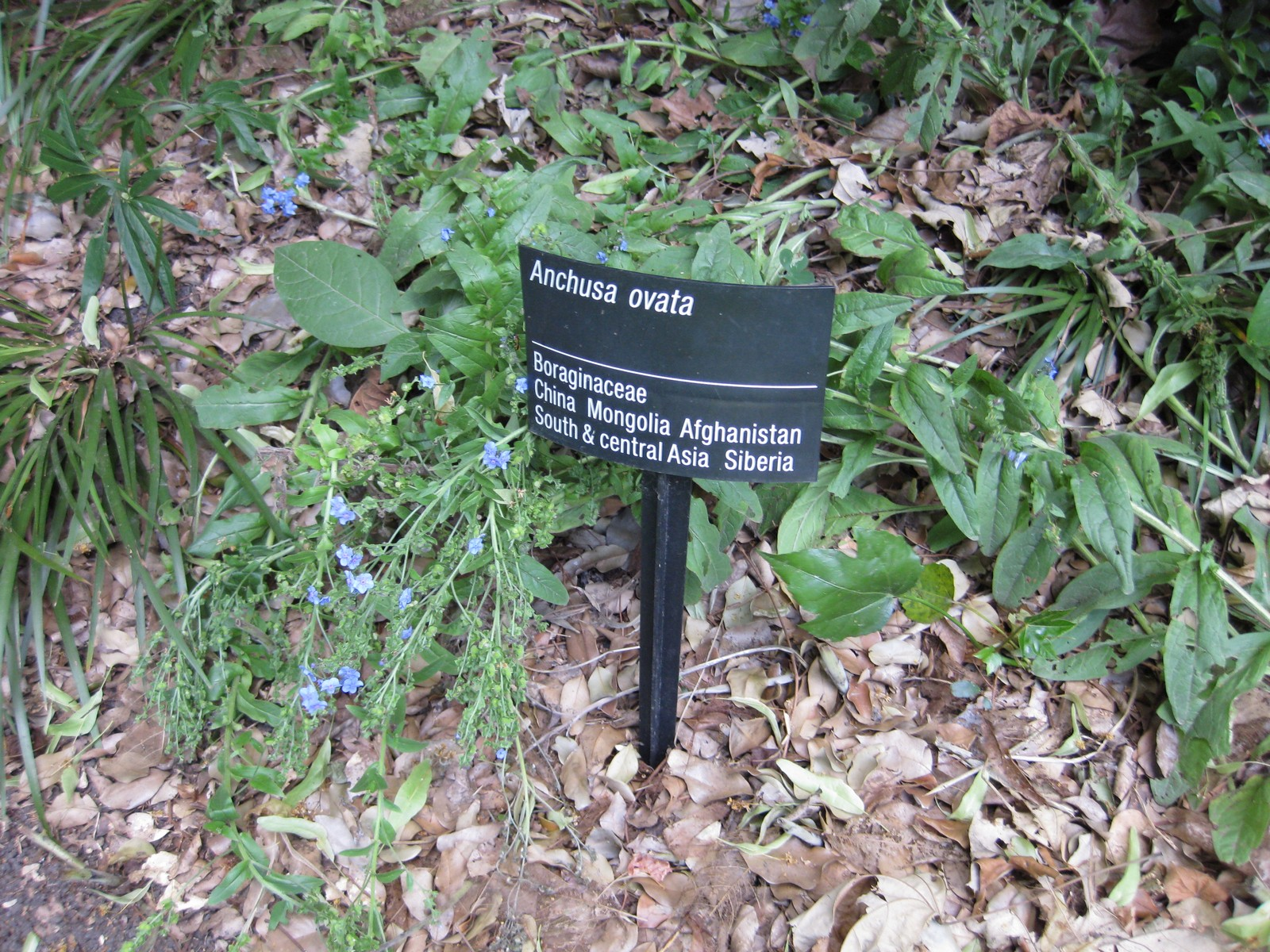